# Copa do Mundo de Rugby League de 1954
A Copa do Mundo de Rugby League de 1954 foi a primeira edição do torneio e também a primeira Copa do Mundo de um código de rugby, haja vista que a Copa do Mundo de Rugby Union só teria a sua primeira edição em 1987. Foi realizada na França, cujos representantes da modalidade haviam sugerido a competição já para 1935, época em que esse código era o utilizado por quase metade dos clubes do país. Mas só em 1952 a proposta foi levada adiante pelos representantes ingleses.
O primeiro mundial só contou com quatro seleções participantes, por conta da pequena difusão global em alto nível do esporte: a anfitriã França, a Grã-Bretanha, Austrália e Nova Zelândia. Seriam as mesmas seleções até a edição de 1975.
A Grã-Bretanha foi a primeira campeã, vencendo na final os franceses, que na época ainda competiam em igualdade com australianos e neozelandeses.

## Resultados

### Primeira rodada
| 30 Outubror |       |               |                                                                      |
| França      | 22–13 | Nova Zelândia | Parc des Princes, Paris Público: 13,240 Árbitro: Charlie F. Appleton |
|             |       |               | Parc des Princes, Paris Público: 13,240 Árbitro: Charlie F. Appleton |

| 31 Outubro |       |              |                                        |
| Austrália  | 13–28 | Grã-Bretanha | Stade de Gerland, Lyon Público: 10,250 |
|            |       |              | Stade de Gerland, Lyon Público: 10,250 |

### Segunda rodada
| 7 Novembro |       |              |                                               |
| França     | 13–13 | Grã-Bretanha | Stadium de Toulouse, Toulouse Público: 37,471 |
|            |       |              | Stadium de Toulouse, Toulouse Público: 37,471 |

| 7 Novembro |       |               |                                            |
| Austrália  | 34–15 | Nova Zelândia | Stade Vélodrome, Marseille Público: 20,000 |
|            |       |               | Stade Vélodrome, Marseille Público: 20,000 |

### Terceira rodada
| 11 Novembro  |      |               |                                               |
| Grã-Bretanha | 26–6 | Nova Zelândia | Stade Chaban Delmas, Bordeaux Público: 14,000 |
|              |      |               | Stade Chaban Delmas, Bordeaux Público: 14,000 |

| 11 Novembro |      |           |                                             |
| França      | 15–5 | Austrália | Stade Marcel Saupin, Nantes Público: 13,000 |
|             |      |           | Stade Marcel Saupin, Nantes Público: 13,000 |

### Pontuação corrida

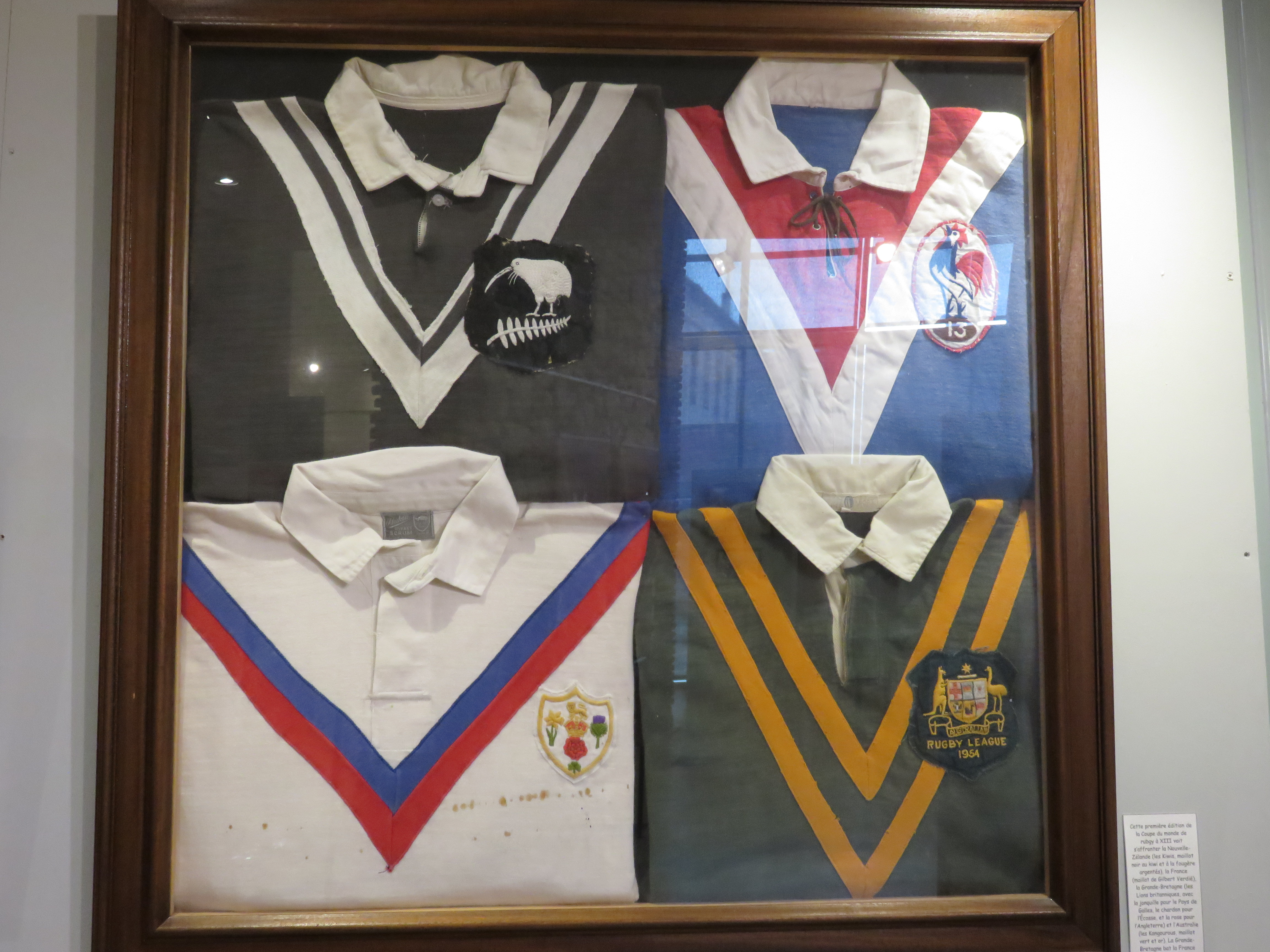
equipes jérseis, em 1954.

| Seleção       | Jogos | Vitórias | Empates | Derrotas | Pontos Pró | Pontos Contra | Saldo | Pontos |
| ------------- | ----- | -------- | ------- | -------- | ---------- | ------------- | ----- | ------ |
| Grã-Bretanha  | 3     | 2        | 1       | 0        | 67         | 32            | +35   | 5      |
| França        | 3     | 2        | 1       | 0        | 50         | 31            | +19   | 5      |
| Austrália     | 3     | 1        | 0       | 2        | 52         | 58            | −6    | 2      |
| Nova Zelândia | 3     | 0        | 0       | 3        | 34         | 82            | −48   | 0      |

### Final
| 13 de novembro                                                   |       |                                                                      |                                                                      |
| França                                                           | 12–16 | Grã-Bretanha                                                         | Parc des Princes, Paris Público: 30,368 Árbitro: Charles F. Appleton |
| Tries: Vincent Cantoni, Raymond Constratin Gols: Puig Aubert (3) |       | Tries: Gordon Brown (2), David Rose, Gerry Helme Gols: Jimmy Ledgard | Parc des Princes, Paris Público: 30,368 Árbitro: Charles F. Appleton |